# Dynamique hôtes parasites
 (novembre 2020).
La dynamique hôte/parasite s’intéresse à l'évolution dans le temps et dans l'espace des populations hôtes et parasites.
Elle dépend de nombreux facteurs biotiques et abiotiques et de la variation temporelle.
La dynamique coévolutive d'un réseau hôtes/parasites est indispensable, pour que le parasite puisse s'attaquer à son hôte mais également pour que l'hôte se défende efficacement contre ce parasite. Selon la théorie évolutionniste, les modèles en écologie des maladies (en) prédisent que les agents pathogènes impliqués dans les maladies infectieuses co-évoluent et disparaissent avant l'extinction locale avec de leurs hôtes,. Il existe cependant des exceptions importantes aux mécanismes qualitatifs étayant ces modèles théoriques comportent et la littérature scientifique empirique montre de nombreux exemples d'extinctions induites par ces maladies.
Dans le domaine du vivant, il existe une très grande diversité d’espèces parasites. On les retrouve sur toutes les régions du globe et sous tous les climats. Les parasites sont représentés dans de nombreux taxons différents : les virus, les bactéries, les fungis, les protozoaires, les arthropodes, les helminthes (plus communément appelés vers) et chez les plantes également.
Les parasites sont des organismes qui vivent aux dépens d’autres individus appelés hôtes. De fait, hôtes et parasites sont liés par des interactions extrêmement étroites qui expliquent leur très forte coévolution au fil des âges. Comprendre les dynamiques hôte/parasite présente donc un intérêt majeur dans plusieurs domaines de recherche clefs de nos jours, à savoir :
- La conservation des espèces
- La médecine
- L’écologie évolutive
- L’agriculture

## Généralités sur le parasitisme

### Définition

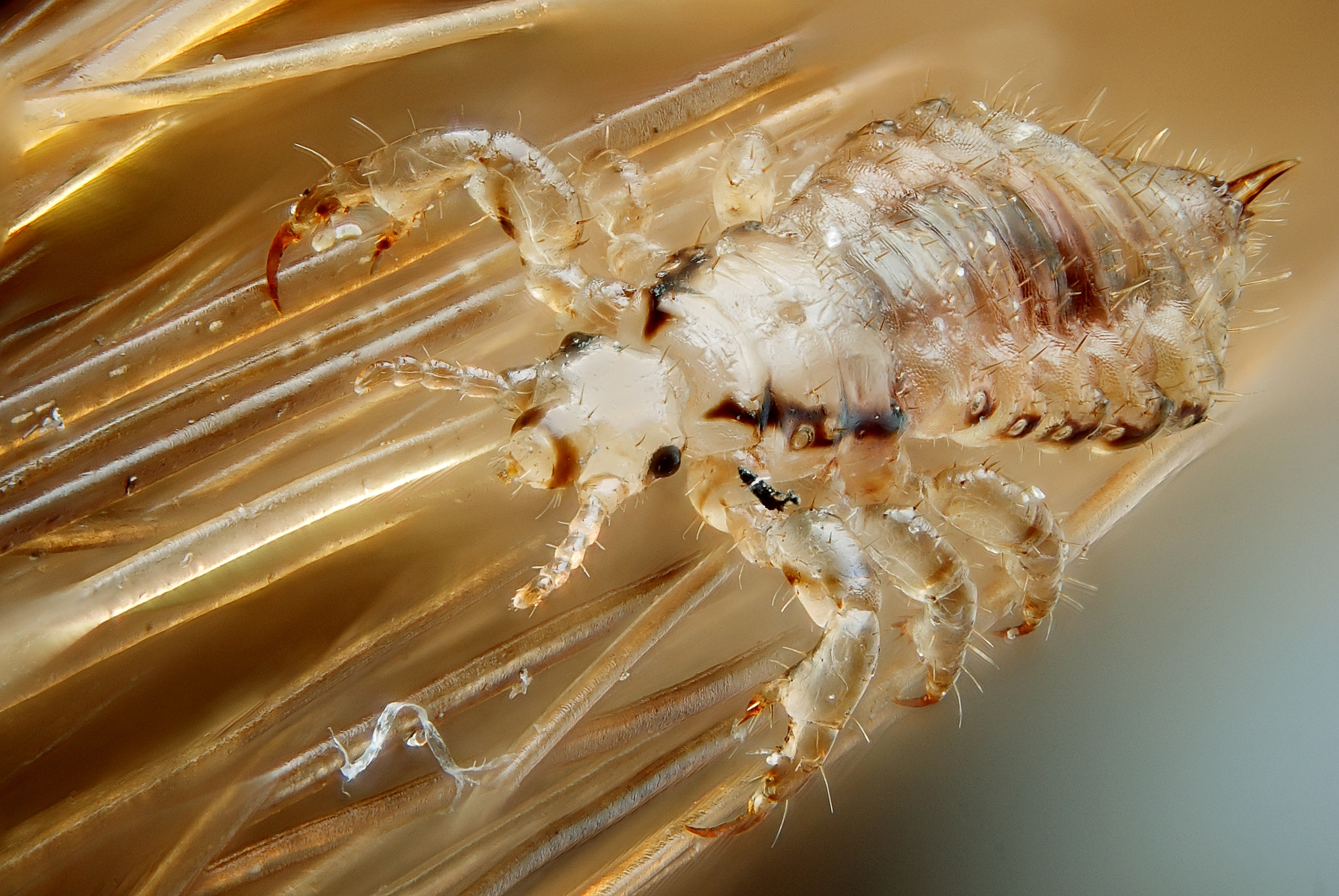
Le pou: un macro-ectoparasite humain.

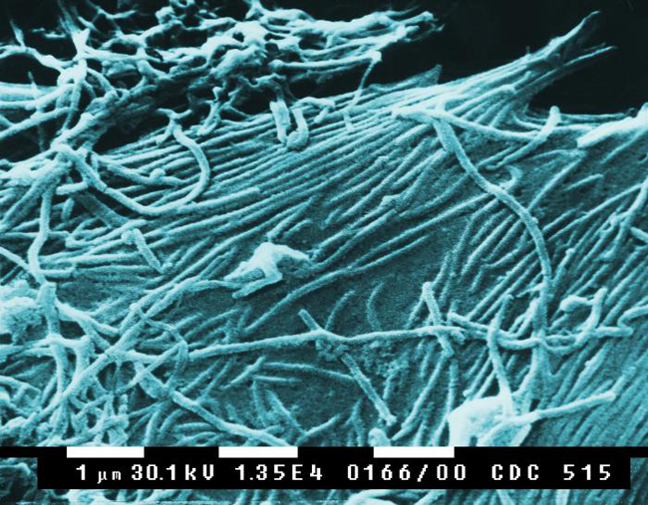
Le virus Ebola : un micro parasite virulent et mortel pour l'homme.

Un parasite est un organisme vivant aux dépens d'un autre sur le long terme avec des effets négatifs pour son hôte.
On peut distinguer plusieurs classes de parasites, suivant leur taille ou suivant leur mode de développement. Ainsi on différencie :

#### Microparasite/macroparasite
- Les microparasites sont des parasites caractérisés par leur taille de l’ordre du micron. Ils ont généralement un temps de génération court et un taux de reproduction direct dans l’hôte élevé. Pour ces parasites, les effets de l’infection dépendent souvent de l’absence ou de la présence du parasite.
- Les macroparasites, visibles à l’œil nu, ont eux un temps de génération plus long et ne font généralement pas de reproduction directe dans leur hôte. Ainsi les effets de l’infection dépendent davantage du nombre de parasites ayant infecté un hôte.

#### Ectoparasite/Endoparasite
- Les endoparasites se développent et vivent à l’intérieur du corps de leur hôte.
- Les ectoparasites vivent à la surface du corps de leur hôte.

#### Parasitemonoxène/polyxène
- Les parasites monoxènes ont un cycle de vie simple et n’infectent qu’un seul hôte au cours de leur vie.
- Les parasites polyxènes possèdent un cycle de vie plus complexe comportant plusieurs hôtes qu’ils infectent directement ou indirectement à différents stades de leur développement.

### Moyens d'infection du parasite

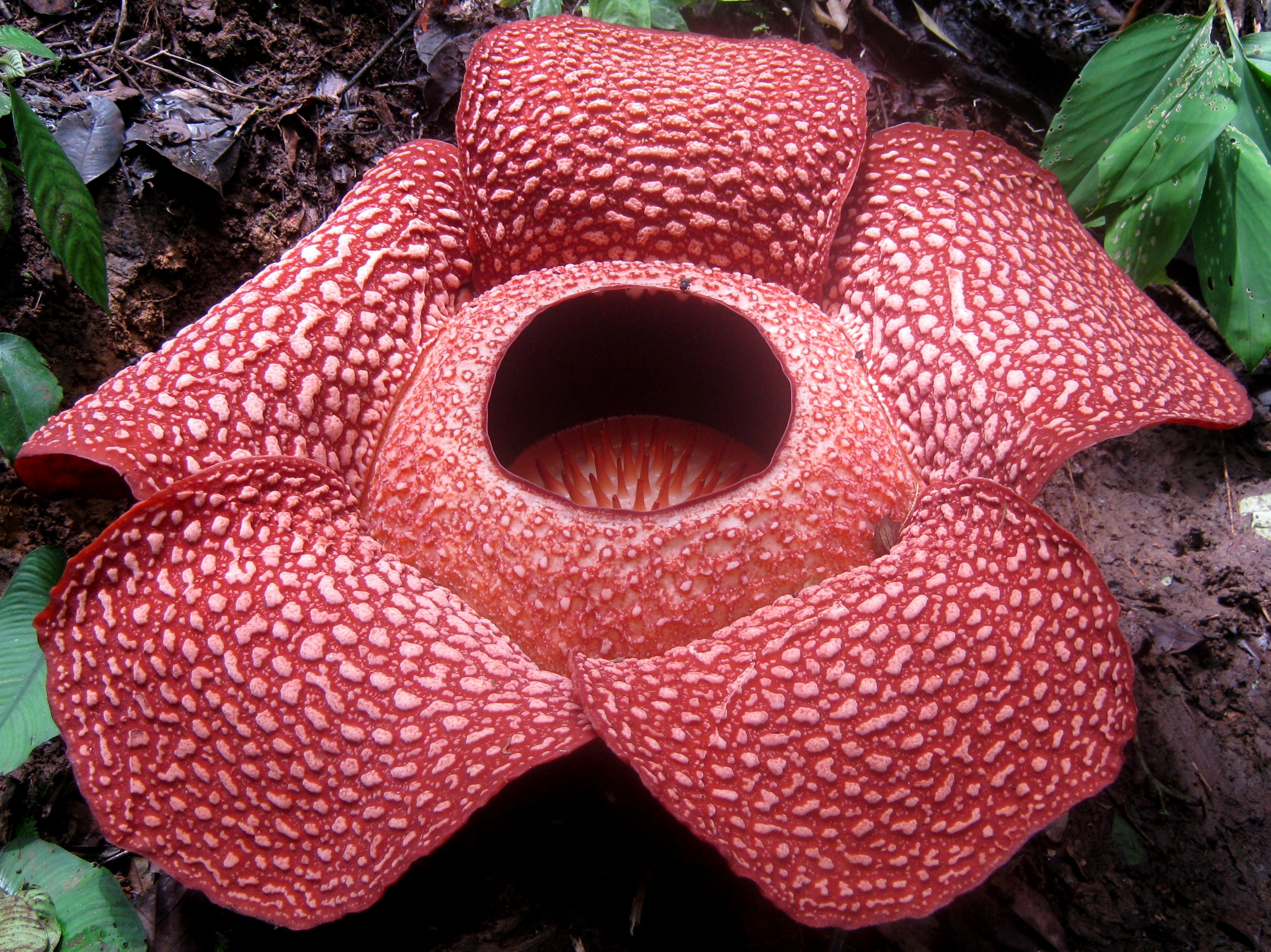
Rafflesia arnoldi : une plante macro-endoparasite de certaines lianes tropicales qui détient accessoirement le record de la plus grande fleur au monde.

De nombreux moyens sont utilisés par les parasites pour infecter leur hôte et ils dépendent de chaque organisme. La transmission d'un parasite vers un hôte peut se réaliser de différentes façons :
- soit par le contact hôte à hôte : si les hôtes se visitent dans leur nid mutuellement ou s'ils se rencontrent sur une même structure (perchoir, branche ...) ;
- soit par dispersion active : si le parasite est capable de se déplacer librement[5] ou s'il fait appel à un organisme disséminateur appelé vecteur. Des parasites avec une forte mobilité pourront se disperser activement sur de nouveaux hôtes alors que les parasites à faible capacité de dispersion comptent sur le contact d'hôte à hôte pour leur transmission.

La reconnaissance des mammifères (dont l'Homme) comme hôte potentiel se fait via des chémorécepteurs.
Dans le cas des plantes parasites, celles-ci détournent le carbone, les nutriments et l'eau des plantes hôtes pour leur propre nutrition, en se fixant sur les racines ou grâce à des structures spécialisées : les haustoria. Ils pénètrent l'hôte par le xylème et forment des connexions avec le phloème.

### Réponse de l’hôte au parasitisme
Un parasite se loge dans ou sur son hôte, se nourrit et se reproduit (parfois) au détriment de celui-ci. On peut donc considérer d’une façon générale que le parasite a pour effet de diminuer la fitness de son hôte et donc d’affecter sa survie et ou sa reproduction. D’un point de vue évolutif, la conséquence de ceci est une coévolution antagoniste hôte/parasite afin d’avoir une meilleure adaptation réciproque à l’action que les populations d’une espèce exercent sur l’autre. Ainsi, les individus les plus résistants à des parasites responsables d’infections dommageables pour l’hôte seront évolutivement sélectionnés et on aura une évolution des systèmes de défense des hôtes pour mieux résister aux parasites qui seront eux sélectionnés en fonction de leur capacité à déjouer les défenses de leurs hôtes.
Ces systèmes de défense contre les parasites reposent sur deux types de mécanismes :
- comportementaux : par évitement des individus contagieux, comportement hygiénique, …
- Immunitaires.

Si l’évolution de stratégies comportementales d’évitement des parasites est commune à tous les organismes hôtes, quelle que soit leur position sur l’arbre phylogénétique, celle des mécanismes de défense immunitaire est plus spécifique.
Les systèmes de défense contre les parasites sont coûteux et sont donc le résultat d’un compromis évolutif, aussi appelé trade-off, dans l’allocation des ressources de l’hôte qui ne s’explique que si cela a un intérêt vis-à-vis de la fitness. On constate d’ailleurs à ce propos que les individus stressés par leur environnement (températures extrêmes, trop fort investissement reproducteur, manque de nourriture, humidité,…), présentent une diminution dans les performances de leurs mécanismes de défense.

#### Réponse des vertébrés
Les vertébrés sont capables de monter des réponses hautement spécifiques aux parasites grâce à leur système immunitaire. Ce système fonctionne grâce à des signaux chimiques et des cellules spécialisées, capables de distinguer le soi du non-soi (à savoir le pathogène) et d’agir de façon ciblée sur l'agent infectieux. Une caractéristique particulièrement intéressante du système immunitaire des vertébrés est qu’il procure une immunité acquise, c'est-à-dire qu’après une première exposition au pathogène, le système devient plus performant et est capable de fournir une réponse plus rapide à l’infection de sorte que l’organisme hôte infecté, s’il survit, deviendra insensible ou du moins, moins sensible au parasite.

#### Réponse des plantes
Voir aussi: Résistance des plantes aux maladies
Chez les plantes des mécanismes de mort cellulaire (réponse hypersensible ou RH), provoqués par l’émission d’espèces réactives de l’oxygène au niveau des cellules infectées, permettent de circonscrire et d’éliminer, de façon locale, une infection parasitaire non étendue. Cela peut aboutir à une résistance systémique acquise qui permet à une plante ayant connu une primo-infection par un parasite de posséder une résistance au parasite dans l’ensemble de son organisme et d’augmenter sensiblement la vitesse de réaction à une attaque pathogène grâce à des signaux chimiques.

#### Réponse des invertébrés
Chez les invertébrés la réponse à l’infection est plus souvent cellulaire qu'humorale : des cellules amoeboïdes phagocytent les petits pathogènes et les plus gros parasites sont encapsulés. Ce mécanisme permet d’éliminer le parasite et amène à la rémission de l’hôte mais ne procure pas une immunité acquise. De fait, les individus guéris redeviennent des individus susceptibles d’être infectés par le parasite.

#### Réponses des procaryotes et des protozoaires
Chez les procaryotes et les protozoaires, on n’observe pas de capacité à monter une réponse à une infection parasitaire. Cela peut s’expliquer en grande partie par le fait que ces organismes possèdent un taux de reproduction élevé et un faible taux de génération. Il y a donc peu d’intérêt, d'un point de vue de la fitness, à allouer des ressources à la défense contre les parasites.

## Histoire évolutive commune[5]
La spécificité d'hôtes des parasites pourrait s'expliquer :
- par l'isolement spatial d'autres hôtes potentiels (basé sur la  spéciation allopatrique)
- ou par la spécialisation ou la spéciation de parasites spécifiques (basée sur le trade-off durée de vie/succès reproducteur sur différents hôtes valables).

Cependant des études sur des parasites spécifiques d'hôtes ont montré que cette spécificité ne peut pas être expliquée par l'isolation des hôtes et aucune preuve de cospéciation n'a été trouvée.
L'étude de Baulechner et al sur des chauves souris et leur parasites (acarien) l'a montré en reconstruisant les arbres phylogénétiques  pour évaluer la spécificité des hôtes. Pour tester la cospéciation, ils ont comparé les arbres phylogénétiques des hôtes et des parasites pour trouver des convergences dans la topologie de leur arbres. Ils ont ainsi montré que le clade I des hôtes et parasites ne contenait aucun événement de spéciation analogue. Les dates approximatives de scission pour les différents clades et les différentes espèces étaient différentes: les événements de divergences analogues des hôtes et parasites sont asynchrones.
Ces résultats suggèrent un rayonnement adaptatifs récent de la spéciation des acariens à un hôte. De plus, les chauves souris étudiées se rencontrent en sympatrie donc la transmission d'acarien est fréquente.
L'origine récente des Parasites et le changement fréquent d'hôtes exclut la cospéciation comme explication à la spécificité d'hôte.
La spéciation d'hôtes peut aboutir à des habitats séparés pour les parasites équivalents à des événements de vicariance dans des contextes biogéographiques.Les parasites suivent alors phylogénétiquement leur hôte ce qui résulte en des cophylogénies congruentes qui sont souvent référées à la cospéciation.
En l’absence d’événements de vicariance les parasites peuvent se spécialiser à un hôte spécifique et former une espèce spécifique à l'hôte. C'est ce qu'on appelle la spécialisation adaptative. Elle se produit s'il est plus rentable de se spécialiser sur un hôte plutôt que de parasiter une large gamme d'hôte (par exemple si un hôte est plus disponible/prévisible).

## Paramètres influençant la dynamique hôte/parasite

### Effet des paramètres intrinsèques des populations d'hôtes et de parasites

#### Paramètres intrinsèques de l'hôte
De nombreux paramètres liés à des paramètres intrinsèques de l’hôte influent sur la dynamique hôte/parasite.
Tout d’abord, les interactions entre individus infectés et individus sains jouent sur la transmission du parasite. En effet, la probabilité de transmission du parasite dépend à la fois de la densité de population et de sa répartition spatiale mais aussi de l’efficacité des mécanismes d’évitement du parasite.
Ensuite, l’efficacité des systèmes d’élimination du parasite et leurs natures influent également. En effet, la persistance d’un parasite dans un environnement dépend de sa capacité à se maintenir et survivre dans la population qu'il parasite. La capacité de l’hôte à éliminer le parasite, donc l'efficacité des systèmes physiologiques permettant la rémission des individus hôtes infectés, va donc modifier positivement sa dynamique.
Pour les vertébrés, par exemple, chez qui il y a la possibilité d’avoir une immunité acquise, un parasite ne pourra à priori pas infecter une seconde fois un individu ayant déjà été parasité. La population d’individus susceptibles d’être contaminés tend donc à diminuer si le temps de génération de l’hôte est très élevé par rapport à la durée de vie du parasite.
Un autre paramètre que l’on peut considérer dépend de la physiologie de l’hôte : on note qu’il existe un compromis dans l’allocation des ressources à la reproduction ou aux systèmes de défense de l’hôte contre le parasite. L’effort reproducteur, suivant son intensité, a donc tendance à diminuer l’efficacité des systèmes de défense de l'hôte et donc à augmenter la virulence des parasites.
De plus, les caractéristiques génétiques de l'hôte contribuent à la variation de la distribution des pathogènes. Les petites populations d'hôtes avec une faible diversité génétique sont vulnérables, elles peuvent perdre leur avantage hétérozygote et manquer d'allèles de résistance face aux parasites ou encore s'éteindre par manque de résistance.
Enfin, le comportement des hôtes dû au cycle de vie est également un facteur influençant la dynamique des systèmes hôte/parasite. En effet, les espèces migratrices peuvent emmener avec elles les parasites et les apporter sur un autre territoire où elles les transmettront peut-être à d'autres genres de l'espèce, (si le parasite n'est pas totalement spécialisé), lui offrant des nouvelles aires de colonisation. La distribution des parasites est donc altérée par les routes de migration des espèces. Par ailleurs, certaines espèces vont s'agréger lors de la saison de reproduction, ce qui favorise la transmission densité-dépendante des parasites et donc de maintenir la prévalence de ces espèces.

#### Paramètres intrinsèques du parasite[7]
La dynamique hôte/parasite repose sur la capacité du parasite à infecter ses hôtes. La capacité du parasite à survivre hors de son hôte est alors déterminante : l’existence de stades dits « libres » du parasite, résistants, permet au parasite d’infecter de nouveaux individus et de contrer, de fait, les stratégies d’évitement du parasite développées par les hôtes. Cela présente aussi un intérêt dans le cas de population d'hôtes possédant un cycle de vie avec des variations saisonnières : pendant la période où les individus ne peuvent pas être infectés, le parasite subsiste sous forme libre, prêt à contaminer de nouveaux hôtes lorsque les conditions deviennent plus clémentes.
La présence ou non de périodes de latence, c'est-à-dire de périodes pendant lesquelles un individu hôte est infecté mais n’est pas contagieux et ne présente pas de symptômes, influe sur la dynamique (qui a alors tendance à être légèrement cyclique).
Le cycle de vie du parasite et son mode de vie, la présence d’autres parasites (compétition) sont d’autres paramètres supplémentaires à considérer dans un modèle.
La sélection de l'hôte est une étape importante dans la dynamique hôte/parasite. C'est elle qui en effet amorce ce système. Elle se fait dans l'espace et le temps. Chez les végétaux, ce sont des signaux chimiques émis par une plante (qui est un hôte potentiel) qui va permettre à la plante parasite de la convoiter. Le parasite va diriger sa germination sur cette plante. Ces signaux chimiques permettent également d'activer les cellules souches du parasite.

#### Modèle simple[7]
On considérera ici, pour des raisons évidentes de simplification du modèle, que l’on est dans le cas d’un micro-parasite au cycle monoxène infectant un hôte invertébré (capable de guérir d'une infection mais dont le système immunitaire ne possède pas de mémoire).
Soient :

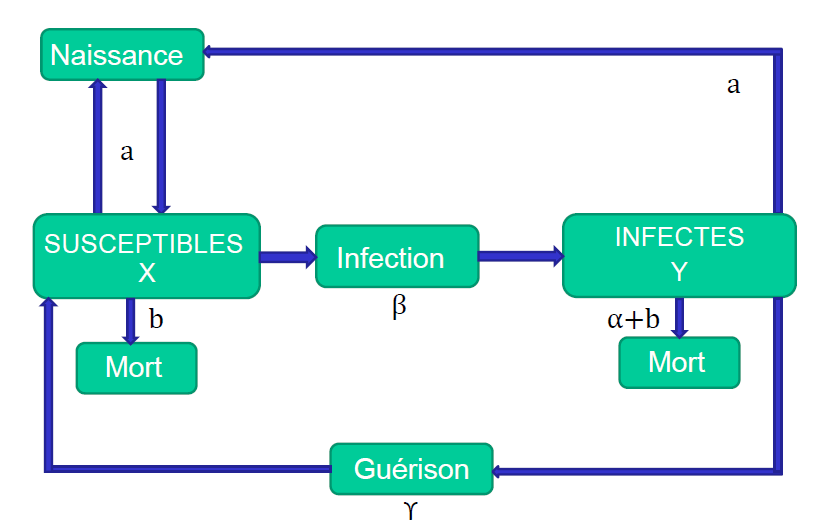
Schématisation simplifiée d'une dynamique hôte/parasite.

- {\displaystyle \textstyle H(t)} la population hôte totale au temps t
- {\displaystyle \textstyle Y(t)} la densité de population d’hôtes infectés
- {\displaystyle \textstyle X(t)} la densité de population d’hôtes susceptibles
- {\displaystyle \textstyle a} le taux de natalité de la population, supposé indépendant de l’état infecté ou non de l’hôte.
- {\displaystyle \textstyle {\alpha }} la mortalité additionnelle due au parasite, à savoir sa virulence
- {\displaystyle \textstyle {\beta }} le taux de transmission du parasite
- {\displaystyle \textstyle {\gamma }} le taux de rémission de l’infection
- {\displaystyle \textstyle r=a+b} le taux de croissance intrinsèque de la population saine d’hôte, supposé positif

On a alors :
{\displaystyle \left\{{\begin{array}{rclr}{\frac {dX}{dt}}&=&{a(X+Y)-bX-{\beta }XY+{\gamma }Y}&(1)\\{\frac {dY}{dt}}&=&{{\beta }XY-({\alpha }+b+{\gamma })}&(2)\\{\frac {dH}{dt}}&=&{rH-{\alpha }Y}&(3)\\\end{array}}\right.}
Soit {\displaystyle \textstyle y={\frac {Y}{H}}}, la prévalence du parasite dans la population hôte, à savoir le nombre d'hôtes infectés par le parasite.
En remplaçant la densité d'individu hôte infecté {\displaystyle \textstyle Y} par la prévalence du parasite, l'équation {\displaystyle \textstyle (2)} du système précédant donne, {\displaystyle \textstyle {\frac {dy}{dt}}=y(R-1)-Ry} avec {\displaystyle \textstyle R={\frac {{\beta }H}{{\alpha }+b+{\gamma }}}}.
{\displaystyle \textstyle R} représentant le taux d'individus infectés (ie. le nombre d'individus infectés par unité de temps)ou encore le taux de reproduction de base du parasite. On en déduit que si:
- {\displaystyle \textstyle R>1}, à savoir {\displaystyle \textstyle {\beta }H>{\alpha }+b+{\gamma }}, alors l'infection se maintient dans la population et à l'équilibre on a: {\displaystyle \textstyle y^{*}=1-{\frac {1}{R}}} et {\displaystyle \textstyle x^{*}={\frac {1}{R}}}.
- {\displaystyle \textstyle R<1}, à savoir {\displaystyle \textstyle {\beta }H<{\alpha }+b+{\gamma }}, alors le parasite ne peut pas se maintenir dans la population hôte et sa prévalence diminue. Le système tend donc vers l'équilibre suivant : {\displaystyle \textstyle y^{*}=0} et {\displaystyle \textstyle x^{*}=1}.

R, nous permet aussi de définir le seuil de densité de l’hôte, c'est-à-dire la densité de population de l’hôte à partir de laquelle le parasite peut se développer et se maintenir dans la population. On définit le seuil de densité tel que :
{\displaystyle \textstyle H_{seuil}={\frac {H}{R}}={\frac {{\alpha }+b+{\gamma }}{\beta }}}
En absence d’infection parasitaire dans le système,{\displaystyle \textstyle {\frac {dH}{dt}}=rH} la population connaît donc une croissance exponentielle typique d’un modèle malthusien.
Si {\displaystyle H<H_{seuil}}, la population ne peut pas être envahie par le parasite et elle croît donc jusqu'à ce que {\displaystyle H=H_{seuil}}.
Si {\displaystyle H>H_{seuil}}, on pourra distinguer plusieurs cas :
- si {\displaystyle {\alpha }>R}, c'est-à-dire si le parasite est très virulent, le modèle prédit qu’il est alors capable de réguler la population hôte et de la maintenir à un équilibre :

{\displaystyle \textstyle H^{*}={\frac {{\alpha }({\alpha }+b+{\gamma })}{{\beta }({\alpha }-R)}}={\frac {\alpha }{{\alpha }-R}}H_{seuil}}.
- si {\displaystyle {\alpha }>>R} alors {\displaystyle \textstyle H^{*}~H_{seuil}} et la prévalence de l'infection est {\displaystyle y^{*}={\frac {R}{\alpha }}}.
- si {\displaystyle {\alpha }<R}, le parasite ne pourra pas réguler la population de l'hôte, en revanche il pourra ralentir sa croissance.

D’une façon générale, on remarquera que la dynamique de la population et donc la prévalence de l’infection {\displaystyle \textstyle y^{*}} ainsi que l'équilibre de la population hôte {\displaystyle \textstyle H^{*}} dépend de {\displaystyle \textstyle {\alpha },{\beta },b} et {\displaystyle \textstyle {\gamma }}.
Le modèle prédit que si {\displaystyle \textstyle b,{\gamma }} ou {\displaystyle \textstyle {\alpha }} augmente alors {\displaystyle \textstyle H^{*}} et {\displaystyle \textstyle y^{*}} diminue. Cela signifie que dans une population d’hôtes ayant un rapide turn-over (dû à des morts rapides des hôtes, de causes naturelles ou non) ou un système de défense contre le parasite très efficace, le parasite est dans un environnement instable et ne peut persister que si le taux de transmission {\displaystyle \textstyle {\beta }} est élevé.
Ce modèle est un modèle de base qui peut ensuite être affiné en fonction de certaines spécificités des interactions hôte/parasite que l'on veut étudier afin d'obtenir des modèles dynamiques plus précis, s'approchant plus de la réalité.

### Effet de l'environnement[7]
Dans les effets environnementaux, il y a tout d’abord ceux imputables aux paramètres dit abiotiques, c'est-à-dire : le climat, la topographie, la composition du sol, la présence ou non de certains minéraux, le paysage,…
Il y a ensuite les paramètres biotiques du milieu, à savoir la présence ou non de prédateurs, ou d’autres parasites, la quantité de nourriture disponible et la présence de compétiteur, d’organismes symbiotiques ou partenaires…
Selon le modèle de densité dépendance négative de Verhulst : une population d’hôtes donnée ne pourra pas croître plus qu’une constante K, appelée capacité de charge du milieu, dépendante des paramètres abiotiques de l’environnement ainsi que de la quantité de nourriture disponibles et de la présence de compétiteurs (qui influe sur la quantité de ressources disponibles pour l’hôte). De plus, la présence additionnelle d’autres espèces parasites, prédatrices ou mutualistes, influera sur la fitness de l’hôte en impactant sa survie. Cela sera à prendre en compte dans un modèle dynamique hôte/parasite densité dépendant.
Le manque de nourriture, des températures extrêmes, des paramètres environnementaux défavorables constituent pour l’hôte, un stress qui influe sur sa capacité à se défendre contre le parasite. Dans les modèles prenant en compte le stress environnemental, on considère alors que les stress ont pour effet d’augmenter la virulence du parasite.
La répartition des individus joue également un rôle sur l'infection du parasite. Dans les habitats proches, les parasites se répandent plus rapidement: la fragmentation de l'habitat est donc un facteur important sur la dynamique hôte/parasite.

#### Modèle densité dépendant
En l'absence de parasites ou si le parasite n'est pas assez virulent pour contrôler la croissance de la population, alors celle-ci est exponentielle. Dans le modèle simple présenté précédemment, la population croît donc de façon illimitée. Dans la réalité, les ressources finissent toujours par limiter la croissance de la population même en l'absence de parasites. De plus, les parasites ne sont pas les seuls organismes en interaction avec les organismes hôtes. Les parasites ne sont qu'un facteur de régulation des populations hôtes parmi d'autres.
Si on veut un modèle de dynamique hôte/parasite plus réaliste, on a donc intérêt à prendre en compte de telles considérations. On intégrera ici la notion de densité dépendance négative au modèle de base.
On supposera dans la suite que la densité dépendance négative induite par la limitation des ressources, la présence de compétiteurs, de prédateurs ou d'organismes mutualistes,... agit sur le taux de mortalité naturelle de la population hôte {\displaystyle \textstyle b} de façon linéairement proportionnelle à la densité d'hôte.
Soit {\displaystyle \textstyle s}, un paramètre caractérisant la sévérité de la densité dépendance négative, on a alors :
{\displaystyle \textstyle b(H)=b_{0}+sH}.
La population peut donc être caractérisée par le système suivant :
{\displaystyle \left\{{\begin{array}{rclr}{\frac {dX}{dt}}&=&{a(X+Y)-(b_{0}+sH)X-{\beta }XY+{\gamma }Y}&(1)\\{\frac {dY}{dt}}&=&{{\beta }XY-({\alpha }+b_{0}+sH+{\gamma })}&(2)\\{\frac {dH}{dt}}&=&{(a-b_{0}-sH)Y-{\alpha }Y}&(3)\\\end{array}}\right.}
En absence de parasites, on retrouve un modèle densité dépendance négative classique de type modèle de Verhulst où {\displaystyle \textstyle H^{*}=K={\frac {(a+b_{0})}{s}}} avec {\displaystyle \textstyle K} la capacité de charge, à savoir la densité d'individus maximale qui peut exister dans un milieu donné.
Le système donne {\displaystyle \textstyle R={\frac {{\beta }H}{({\alpha }+b_{0}+{\gamma }+sH}}}
- si {\displaystyle \textstyle {\beta }<s} alors {\displaystyle \textstyle R<1} et le parasite se maintient dans la population.
- si {\displaystyle \textstyle {\beta }>s} alors {\displaystyle \textstyle R>1}. Le parasite se maintient donc dans la population si {\displaystyle \textstyle H>H_{seuil}} et {\displaystyle \textstyle H_{seuil}={\frac {{\alpha }+b_{0}+{\gamma }}{{\beta }-s}}}.

Dans ce cas, si  {\displaystyle \textstyle H_{seuil}<K} et {\displaystyle \textstyle {\beta }<s}, alors la population est régulée et maintenue à un équilibre {\displaystyle \textstyle H^{*}<K}.
L'infection se maintient donc si et seulement si {\displaystyle \textstyle H_{seuil}<K}. Si {\displaystyle \textstyle H_{seuil}>K} alors la densité de population seuil n'est jamais atteinte et les parasites ne peuvent pas infecter la population, quoi qu'il arrive.
On remarque que la coexistence hôte/parasite dans une population est d'autant plus favorisée que {\displaystyle \textstyle K} et {\displaystyle \textstyle {\beta }} est grand et que {\displaystyle \textstyle s} est petit.
Enfin, l'étude de l'évolution de la prévalence du parasite dans la population d'hôte en fonction de la virulence {\displaystyle \textstyle {\alpha }} , nous apprend que, selon le modèle, si :
- {\displaystyle \textstyle {\alpha }} est très grand alors ils courent à leur propre extinction mais pas à celle de leur hôte et on a {\displaystyle \textstyle y^{*}} qui diminue et {\displaystyle \textstyle x^{*}} qui augmente.

### Conséquences de l'activité humaine sur la dynamique hôte/parasite[9]
Avec les activités anthropologiques de plus en plus intenses, les caractéristiques de l'habitat peuvent être modifiés. Ce qui est l'exemple du râle des genêts qui vit dans les prairies de l'ouest de l'Europe jusqu'en Sibérie. Dans l'ouest de l'Europe, l'intensification de l'agriculture a dégradé les habitats et donc augmenté la fragmentation de la population, il y a un gradient décroissant de la taille des populations de cet oiseau de l'est vers l'ouest de l'Europe. La prévalence dépendra alors du gradient de population.
Par ailleurs, on remarque que les infections aviaires dans les populations naturelles d'oiseaux augmentent avec la création de réservoirs d'eau et de fermes avicoles. En Europe, les pratiques agricoles montrent un gradient d'intensité de l'ouest vers l'est qui affecte la fitness de l'hôte et génère un gradient de prévalence.
On observe que la prévalence totale montre une corrélation négative avec le climat et la taille de la population et une corrélation positive avec le rendement agricole. Le rendement agricole serait donc le facteur le plus important qui influe la prévalence totale.
La densité des hôtes explique aussi la prévalence du parasite. Dans l'étude sur le râle de genêt, cette hypothèse est soutenue par une autre corrélation négative entre la prévalence et le rendement agricole. La différence des densités des hôtes peuvent être due à des variations environnementales naturelles et de l'intensité des impacts humains : le drainage massif des zones humides ou l'utilisation intensive des pesticides.
Les activités anthropologiques survenues sur une grande échelle géographique et sur une grande période détruisent la dynamique hôte/parasite qui s'est établie précédemment et en créent une nouvelle. Elles peuvent aussi amener au déclin de la population de parasites.

## Conséquences de la dynamique hôte/parasite sur[10]
Dans cette partie, on s’intéressera surtout aux dynamiques des plantes parasites avec leur hôte. Cependant, des conséquences similaires peuvent être trouvées aux autres dynamiques hôte/parasite que ce soit des animaux, des bactéries, des fungis...

### La population de l'hôte

#### Biomasse de la population
Dans les territoires parasités, on observe une baisse de la biomasse. Cette baisse de la biomasse est surtout due à une réduction de la croissance de l'hôte qu'une augmentation de la croissance du parasite.

#### Diversité des populations
Une compétition entre les plantes hôtes et les plantes non hôtes peut s'installer, ce qui entraîne un changement de la population sur le territoire.
Dans la plupart des cas, les parasites prennent pour hôtes les plantes dominantes (les plus résistantes) et facilitent donc l'installation ou l'invasion des plantes les plus faibles et augmentent de ce fait leur compétitivité. La facilité d'installation d'individus va atteindre une certaine saturation, à ce palier, il n'y aura plus ce phénomène. Il y a donc un mécanisme de rétrocontrôle négatif.
Cependant, quand les parasites préfèrent les plantes les plus faibles, elles accentuent la dominance des plantes les plus résistantes et réduisent donc la diversité localement. Sur un territoire où l'hôte est en abondance, on ne verra pas la diminution du nombre d'individus car la croissance de nouveaux individus compensera la perte des plantes parasitées.
Les plantes parasites peuvent donc être considérées comme des espèces clés puisqu'elles modulent la diversité de la population localement.

### Les parasites
La population de parasites dépend du comportement des hôtes.
L'âge d'un hôte à parasiter est un facteur important. Les plantes parasites choisissent souvent des plantes matures, qui produisent une biomasse importante. En effet, les plantes matures possèdent plus de ressources qu'une plante âgée de 6 mois.
De façon générale, plus une population d'hôtes est forte, meilleures seront ses performances et plus la population de parasite sera forte.
La performance du parasite dépend de l'hôte: elle sera meilleure si l'hôte a des fonctions multiples pour récupérer des nutriments car il y aura une diversité de nutriments apportés. Les parasites peuvent s’agréger autour des hôtes préférés au niveau de l'individu, de la parcelle ou de la population.
Sur un territoire donné, une compétition entre hôtes et parasites pour la lumière peut s'installer. Cette compétition n'a lieu que si ces parasites sont des hémiparasites, c'est-à-dire que seuls, ils ne subviennent pas à leurs besoins vitaux. S'il y a une forte productivité de la part des hôtes, il y aura plus d'ombre donc moins de lumière pour les plantes parasites, ce qui va entraîner une faible compétitivité de la part de celles-ci et conférer un avantage aux hôtes.
Les populations de parasites peuvent concerner leur population elle-même : c'est de l'auto-parasitisme. Par exemple, l'Olax phyllanthi qui est dominant pour acquérir des ressources par rapport aux autres espèces d'Olax, ce qui a amené à la réduction de la diversité des Olax. Enfin, un parasite agressif va éteindre rapidement une espèce d'hôte localement et donc entraîner sa propre extinction localement.

### Leur environnement
Les plantes parasites ont des effets top-down (par rapport aux compétiteurs) et des effets bottom-up (comme organismes ingénieurs).

#### Changement de l'environnement en fonction du cycle de régénération des plantes
Certains parasites semblent se déplacer : quand l'hôte d'un parasite est en déclin dans une aire, le parasite va se diriger vers une autre portion et parasiter de nouveaux hôtes. La région laissée va se régénérer jusqu'à ce qu'il y ait un nouveau parasitisme quand la population parasitée sur une autre aire est en déclin. On a donc une sorte de mouvement généré par le parasite.
Cependant, ces interactions sont contraintes par les facteurs environnementaux qui influencent la virulence du parasite et la compétition entre hôte et non-hôte.

#### Concurrence de la dynamique hôte/parasite
La faiblesse des plantes hôtes due au parasite peut donner un avantage aux insectes ou aux champignons pour s'installer ou utiliser la plante comme refuge.
Au contraire, la présence de mycorhizes sur les plantes hôtes n'est pas une concurrence pour le parasite puisque des études ont montré que la croissance des plantes parasites est meilleure en présence de ces mycorhizes.
Il peut aussi avoir une compétition entre parasite et herbivore : plus il y a de parasites et moins il y aura d'herbivores car la plante hôte sera moins attirante pour l'herbivore. En revanche, si l'hôte se fait brouter malgré tout par un herbivore, les performances du parasite seront réduites car l'hôte sera blessé.
La dynamique hôte/parasite peut aussi créer une sorte de mutualisme (gagnant surtout pour le parasite), c'est un système tripartite qui se met alors en place : hôte-parasite-vecteur. Prenons l'exemple du vecteur aviaire : les oiseaux sont un acteur majeur de dispersion par les fruits. Ils mangent les baies du parasite ou de l'hôte puis vont les disséminer par régurgitation ou défécation. La résine collante qui enveloppe la graine de la plante parasite va alors lui permettre de se coller sur un nouvel hôte et de germer. En effet, la plupart des hôtes sont déjà parasités et les oiseaux sont à nouveau attirés par les baies du parasite présent sur cet hôte différent.

#### Création de diversité par la dynamique hôte/parasite
Par ailleurs, les feuilles, fruits, nectar... des plantes parasites peuvent être consommés par des animaux. Ces plantes parasites sont donc aussi des ressources pour de nombreux herbivores et insectes.
Les métabolites secondaires tirés de l'hôte peuvent avoir des propriétés anti-herbivores. Les plantes parasites vont ainsi pouvoir se protéger des herbivores et ceux-ci auront tendance à ne plus fréquenter cette aire. L'installation d'autres plantes sera alors facilitée.
En outre, certaines plantes parasites ont parfois des propriétés antibactériennes. Par exemple, les feuilles de gui peuvent servir de doublure de nid et stimuleraient l'action immunitaire des oisillons. Cela permet donc d'augmenter la survie de certaines espèces.

#### Impacts sur la vie des autres organismes vivant dans le même habitat que le système hôte/parasite
Les plantes parasites peuvent être utilisées comme habitat ou abri par d'autres organismes. Par exemple, les touffes de gui sont utilisées comme support du nid, nid ou perchoir par les oiseaux. Les petits mammifères s'en servent comme site d'hibernation ou abri lors de forte chaleur.
Les plantes parasites sont considérées comme des ingénieurs autogènes (elles changent l'environnement par leur structure). En effet, s'il y a dépérissement des plantes parasites, ces parcelles vides vont être libérées et une invasion de mauvaises herbes pourra se faire.
Par ailleurs, on remarque qu'il y a plus de bactéries et de champignons dans les aires présentant des plantes parasites.

#### Impacts sur le cycle des nutriments
Il peut y avoir un impact sur le cycle des nutriments. L'absorption par les plantes parasites n'est pas efficace et beaucoup de nutriments sont donc perdus dans le sol. En outre, la concentration en nutriments (azote, phosphate, potassium) dans les feuilles est plus forte chez le parasite que chez l'hôte. Quand les feuilles tombent, la décomposition est plus rapide et entraîne alors le relargage rapide et en quantité de ces nutriments dans le sol. Ce relargage est capable de stimuler la décomposition de la litière récalcitrante.
Les plantes parasites sont donc aussi des ingénieurs allogènes (elles changent l'environnement en transformant le matériel physique).

#### Impacts sur les ressources en eau
La ressource en eau est aussi affectée par la dynamique hôte/parasite. En effet, ajoutée à la transpiration de l'hôte, les parasites transpirent beaucoup, ce qui entraîne une diminution du potentiel hydrique de l'eau dans le sol et réduit donc la disponibilité de l'eau pour les autres plantes. La distribution des ressources est donc hétérogène et est modulée par cette dynamique dans l'aire où la plante parasite vit.

## Adaptation et coévolution antagoniste[11],[12]
Pour qu'un hôte et son parasite puissent interagir, il faut qu'au niveau des gènes, les deux espèces soient compatibles, c'est-à-dire qu'elles vont coévoluer mais de façon opposée. La parasite va essayer d'être plus virulent pour l'hôte et l'hôte va tenter de contrer le parasite. Le fait de coévoluer entraîne une adaptation locale.
Cette adaptation est essentielle pour les individus vivant dans des environnements variables. Sans l'adaptation, les individus ne pourraient pas survivre.
L'adaptation locale et la coévolution résultent des effets de certains facteurs :
- la taille de la population
- le taux de migration de l'hôte et du parasite
- le taux de mutation des gènes du parasite et de l'hôte
- le temps de génération du parasite

Ces paramètres ont un effet sur la variation génétique et l'intensité de la sélection qui entraînent l'adaptation et la coévolution antagoniste de l'hôte et du parasite.
Le parasite a en général une population plus grande avec un temps de génération plus court, qui lui permet d'avoir un taux de mutation et de migration plus grand que celui de l'hôte. Ces paramètres confèrent un potentiel évolutif plus élevé au parasite qu'à l'hôte.
Avec ces généralités, on peut supposer que les parasites sont toujours adaptés localement à leur hôte et qu'ils sont toujours en tête dans la course aux armements. Or, ce n'est pas toujours le cas, les parasites peuvent être adaptés, mal adaptés ou non adaptés.
La migration est un facteur important dans l'adaptation locale. Lorsque le taux de migration de la population de parasite est plus élevé que celui de la population d'hôtes, les parasites sont adaptés aux hôtes et inversement. Si le taux de migration des deux populations est le même, il n'y a pas de réponse.
Lorsque la population de parasite migre plus que l'hôte, il y a une diminution de la résistance, mais si la migration de parasites continue d'augmenter il y augmentation de la résistance de la population d'hôte. Lorsque la population d'hôte a une forte migration, il y a une forte résistance, mais s'il y a trop de migration, la résistance face au parasite diminue. Lorsque les deux populations ont une forte migration, le niveau de résistance se stabilise (il y a un maintien du génotype lorsque le taux de migration est élevé).
La taille de la population est un autre paramètre qui influence l'adaptation locale. On sait que lorsque la population est de grande taille, il y a plus d'adaptation car la taille de la population agit sur le nombre de migrations et le nombre de mutations.
Dans l'adaptation et la coévolution, la mutation permet l'introduction de nouveaux génotypes dans la population (ces nouveaux génotypes vont donner de nouveaux phénotypes). Elle est liée à la taille de la population. Si la population est grande, elle est plus susceptible de produire plus de mutants et d'accentuer l'adaptation locale.
Certaines mutations peuvent être spécifiques comme celles concernant le système de reconnaissance entre l'hôte et le parasite. Ces mutations peuvent entraîner une maladaptation, une non-adaptation ou une adaptation. Cela dépend du type de mutation.
Concernant le temps de génération du parasite, s'il est plus court que celui de l'hôte, alors le parasite s'adapte. Si l'adaptation du parasite se fait après la reproduction de l'hôte il y a une augmentation de la capacité d'infection (virulence) du parasite.
Chez la population d'hôte, il y a une sélection des génotypes les plus résistants ce qui fait baisser la capacité d'infection du parasite. Lorsque la génération du parasite se situe entre deux événements de reproduction de l'hôte, la sélection sur la population de parasite augmente et cela conduit à une adaptation du parasite. Mais, si la pression de sélection est trop forte, il va y avoir une diminution de la variation génotypique et phénotypique.
La coévolution est en partie une évolution de la virulence du parasite. Le parasite doit s'adapter aux systèmes de défense de l'hôte et faire évoluer sa virulence en conséquence.
Si le parasite augmente sa virulence, la fitness de l'hôte diminue, mais si la fitness de l'hôte diminue jusqu'à ce qu'il meure, le parasite diminue sa propre fitness. Le parasite doit atteindre le taux de virulence optimal, qui comprend aussi son taux maximum de transmission pour maintenir sa fitness. Pour cela, le parasite doit être transmis à un nouvel hôte.
En fonction du trade-off, il y a deux grands scénarios possibles :
- Le parasite peut augmenter sa virulence (ce qui entraîne la mort de l'hôte)
- Le parasite peut également augmenter le taux de transmission pendant toute la durée de l'infection (augmente la réplication du parasite et entraîne la mort de l'hôte)

En conclusion, les deux principaux facteurs de l'adaptation locale et de la coévolution sont la mutation et la migration qui permettent de générer une variation génotypique. Le temps de génération du parasite et la taille de la population hôte et parasite permettent un taux de mutation élevé pour avoir une adaptation et une coévolution. Ces deux paramètres vont influencer le taux de mutation et sont indirectement liés à la coévolution. En conséquence, cela entraîne une évolution des défenses de l'hôte face au parasite et en réponse, une évolution de la virulence de celui-ci.
L'évolution de la virulence du parasite est un bon indicateur de l'évolution antagoniste hôte/parasite dans la course à l'armement.

## Effets de la dynamique temporelle[4]

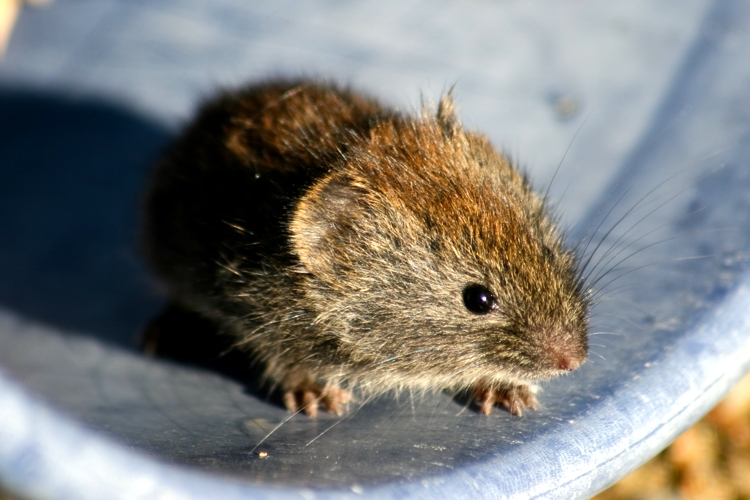
Myodes rufocanus : Une des espèces de rongeurs utilisées pour l'expérience sur la dynamique temporelle.

La dynamique temporelle des espèces (hôtes et parasites) est essentielle pour comprendre la dynamique de propagation d'un parasite à travers un réseau.
La stochasticité environnementale (changements aléatoires des paramètres de l'environnement tels que la température, la pluie...) peut expliquer au moins en partie la variation temporelle interspécifique forte.
La composition des communautés évolue car des interactions entre espèces peuvent avoir lieu certaines années mais pas d'autres. L'influence des espèces entre elles varie en fonction des autres espèces présentes dans le milieu mais également en fonction des changements d'interactions. Ces variations peuvent avoir de forts effets sur la dynamique de communauté d'hôtes ainsi que sur la dynamique de transmission des parasites mais peuvent également provoquer un risque d'infection transmissible à l'Homme.
Les hôtes peuvent héberger plusieurs parasites. Les parasites peuvent exploiter plusieurs hôtes. L'interdépendance des espèces dans un réseau créer une richesse de voies par lesquelles les espèces peuvent s'influencer mutuellement.
On parle d'influence réciproque directe :
- positive de l'hôte sur le parasite: l'hôte apporte des ressources au parasite ;
- négative du parasite sur l'hôte: le parasite exploite les ressources de l'hôte.

Par cette définition, on suppose une corrélation négative entre l'abondance du parasite et la fitness (ou valeur sélective) de l'hôte et l'effet égalitaire des parasites sur les hôtes. L'effet direct du parasite sur son hôte n'est pas nécessairement lié à son rôle fonctionnel qui est de faciliter l'infestation d'hôtes par d'autres parasites.
On parle d'influence indirecte :
- négative de l'hôte quand il contribue à l'infection sur un autre hôte par les parasites qu'il porte ;
- positive des parasites quand ils facilitent l'infection de leur hôte par d'autres parasites.

La dynamique des réseaux hôtes/parasites est déterminée par les hôtes présents en permanence. Mais ils peuvent présenter une forte variation temporelle dans leurs rôles fonctionnels (tel que favoriser la transmission parasitaire).
Les parasites qui ont un effet fortement négatif sur les hôtes sont ceux qui permettent une propagation plus facile des autres parasites.
Un nœud central d'un réseau est défini comme le nœud le plus important car il peut assurer la transmission d'informations. La centralité d'un nœud dépend :
- de ses traits (hôte spécifié à un parasite),
- de la disponibilité et le comportement des autres nœuds.

De ce fait la centralité d'un nœud peut évoluer si la disponibilité des autres nœuds diffère au cours du temps.
Dans un réseau hôtes/parasites, un hôte central transmet potentiellement des parasites à beaucoup d'hôtes et un parasite central facilite potentiellement l'établissement d'un autre parasite sur son hôte.
L'abondance parasitaire a été montrée comme étant un trait véritable d'association d'espèces dans le sens où elle varie au sein des espèces dans des limites assez étroites.
Quand l'abondance parasitaire est à son maximum, les hôtes ont plus de chance d’être parasités, par leur parasite spécifique mais également par des parasites moins spécifiques de l'hôte car la probabilité de transfert hôte/hôte augmente avec l'abondance d'hôtes. Ceci augmente la probabilité que les hôtes partagent des parasites avec d'autres hôtes, traduit par une forte centralité de l'hôte.
Quand l'abondance d'hôtes est faible, ils seront principalement parasités par des groupes de parasites plus spécifiques d'eux. Ceci diminue la probabilité de partager des parasites avec d'autres hôtes traduit par une faible centralité de l'hôte.
Du point de vue du parasite, l'augmentation de l'abondance de son hôte spécifique augmente sa propre abondance, le rendant plus central car il pourra infecter d'autres hôtes (non spécifiques). Inversement, si l'abondance de son hôte diminue, le parasite sera moins central car il s'attaquera plus à son hôte spécifique.
Les hôtes temporellement persistants favorisent la transmission parasitaire au sein du réseau. Les parasites temporellement persistants facilitent la transmission parasitaire mais l'importance de leur influence varie au cours des années.
Les hôtes non temporellement persistent peuvent agir comme un réservoir latent pour des parasites opportunistes mais fortement influant qui peuvent être transférés à d'autres hôtes via les hôtes temporellement persistants à une certaine année: un mode de transmission similaire aux explosions de maladies
Calcul des influences directes et indirectes
L'influence réciproque directe est déterminée en utilisant un index asymétrique ({\displaystyle A_{i}}) :
{\displaystyle A_{i}={\frac {\sum _{j=1}^{j}{S_{i}j-S_{j}i}}{k_{i}}}}
{\displaystyle k_{i}} : nombre d'interaction du parasite i.

{\displaystyle S_{i}j} :influence directe du parasite i sur l'hôte j.

{\displaystyle S_{j}i} : influence de l'hôte j sur le parasite i.
{\displaystyle -1<A_{i}<1}.

{\displaystyle A_{i}=-1} indique que l'espèce focale est fortement influencée par ses partenaires d'interaction.

{\displaystyle A_{i}=1} indique que l'espèce focale influence fortement ses partenaires d'interaction.

{\displaystyle A_{i}=0} indique que, en moyenne, il y a une symétrie dans l'influence directe entre une espèce et les espèces avec lesquelles elle interagit.
L'influence indirecte est déterminée par l’intermédiaire de la betweenness centrality :
La Betweenness Centrality ({\displaystyle BC}) indique à quel point un hôte est efficace comme intermédiaire de la transmission des parasites au sein du réseau.

{\displaystyle 0<BC<1}

{\displaystyle BC=1}: la centralité la plus forte dans un réseau particulier.

{\displaystyle BC=0} pour une espèce focale signifie qu'il n'y a pas plus court chemin entre deux nœuds qui traverse le nœud focal. Son rôle peut donc être défini comme périphérique. Si BC est différent de 0 alors son rôle est défini comme connecteur.
La variation temporelle de {\displaystyle A_{i}} et {\displaystyle BC} peut être soit homogène soit hétérogène.
Au contraire de l’asymétrie, la centralité est fortement affectée par la présence d'autres espèces dans le système et donc le changement d'interactions annuel entre espèces résulte en une variation temporelle de la centralité au sein et entre espèces. On suppose que la variabilité temporelle de la centralité des espèces peut être corrélée avec des changements cycliques de l'abondance (des hôtes et des parasites).
Une corrélation positive entre asymétrie et centralité(comme montrée dans l'étude de Shai Pilosof et al) indique que les hôtes exercent une influence plus forte sur le parasite (relativement à l'effet négatif que le parasite exerce sur eux) ainsi qu'une influence indirecte forte sur les autres hôtes probablement en facilitant la transmission parasitaire.
Les parasites, exerçant une influence directe moins forte sur les hôtes, relative à l'effet positif que les hôtes exercent sur eux, exercent également une influence indirecte forte sur les autres parasites probablement en facilitant l'exploitation d'hôtes par de multiples parasites.
Les principaux hôtes et parasites temporellement persistants dirigent le système en termes de propagation parasitaire et facilitation d'infection. Leurs rôles fonctionnels changent au cours du temps malgré leur persistance temporelle.
La variation temporelle dans un rôle fonctionnel est une conséquence des changements des interactions qui peut être provoquée par les renouvellements d'espèces ou les recâblages (changements d'interactions entre les espèces présentes).
La capacité de recâbler les interactions augmente la stabilité global du réseau. Cela assure également que les parasites seront transmis au sein des hôtes car quand un hôte est moins central au cours d'une certaine année, il y a une probabilité qu'un autre hôte prenne sa place. Il en résulte un réseau élastique qui est également temporellement stable dans ses propriétés globales.
La variation temporelle est affectée par des processus évolutionnaires et écologiques.